# Miiko Albornoz
Miiko Martín Albornoz Inola (Stockholm, 1990. november 30. –) svéd születésű, chilei válogatott labdarúgó, hátvéd.

## Pályafutása

### A válogatottban
2009 és 2012 között Svédország U21-es válogatottjában játszott. Amikor azonban meghívták a felnőtt keretbe, inkább a chilei válogatott mellett döntött. A chilei válogatottban 2014. január 23-án mutatkozott be a Costa Rica elleni barátságos mérkőzésen. 90 percet játszott, és egy gólt szerzett. Jorge Sampaoli edző meghívtae a brazíliai világbajnokságra készülő keretbe, de a tornán nem lépett pályára. A 2015-ös Copa Américára készülő együttesbe is bekerült. Pályára is lépett a Mexikó és a Peru elleni mérkőzéseken, Chile ekkor nyerte meg először a Copa Américát.

## Sikerei, díjai

### Klubcsapatokkal
Malmö
- Svéd bajnok (1): 2013
- Svéd kupagyőztes (1): 2013

Colo-Colo
- Chilei kupa (1): 2021

Vejle
- Dán 1. osztály (1): 2022–23

### A válogatottal
Chile
- Copa América (1): 2015

## Forrápok
- Miiko Albornoz a national-football-teams.com honlapján